# آندری لوماکین
آندری لوماکین (روسی: Андрей Вячеславович Ломакин؛ ۳ آوریل ۱۹۶۴ – ۹ دسامبر ۲۰۰۶) بازیکن هاکی روی یخ اهل شوروی بود.
از باشگاه‌هایی که در آن بازی کرده‌است می‌توان به فیلادلفیا فلایرز اشاره کرد.